# Chris Chibnall

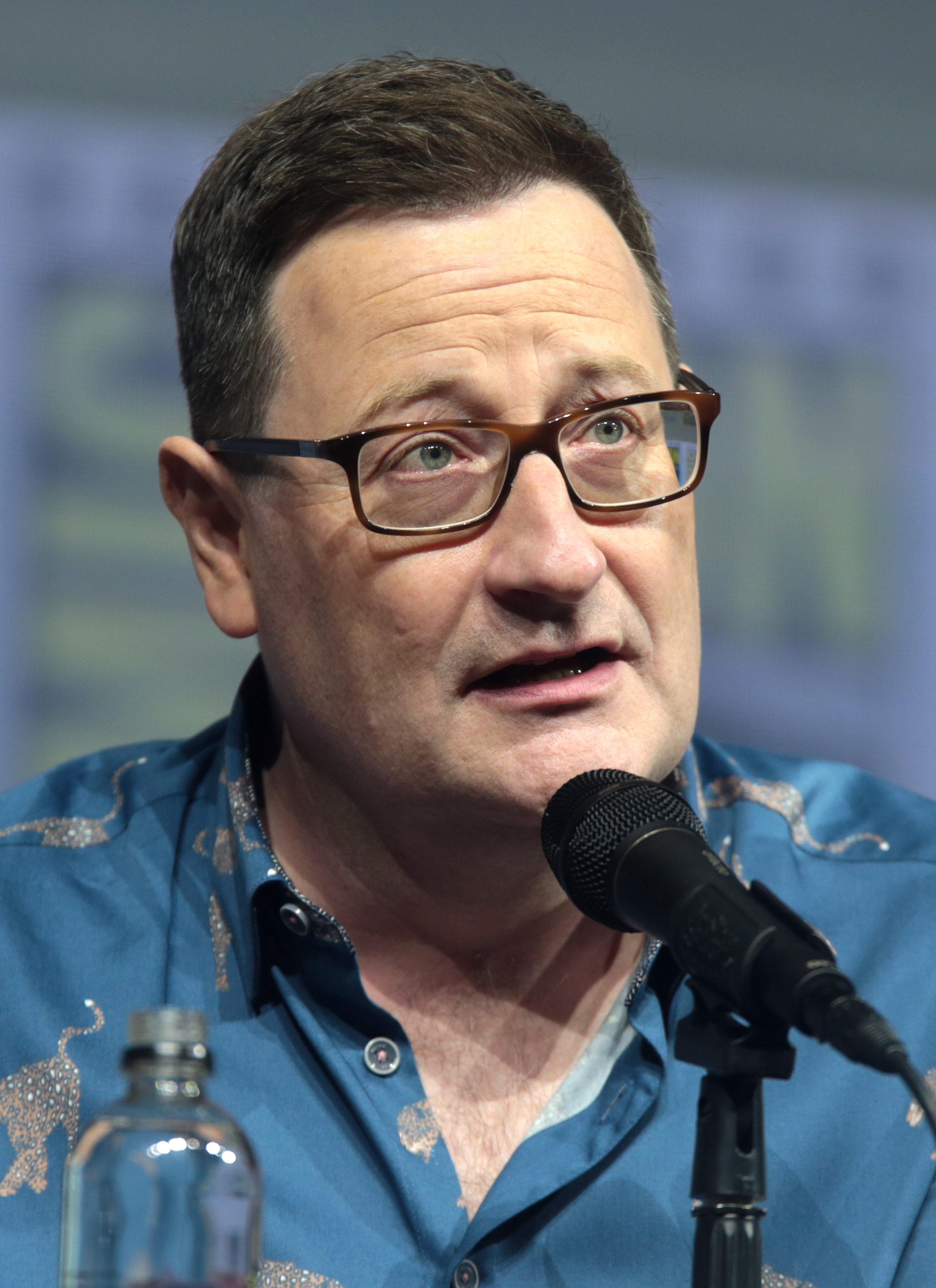
Chris Chibnall

Chris Chibnall (* 1970) ist ein britischer Drehbuchautor, der bekannt ist für eine Arbeit an Drehbüchern für Fernsehserien wie Doctor Who, dem Ableger Torchwood und der Krimiserie Broadchurch.

## Leben und Karriere
Chibnall wuchs in Lancashire auf und studierte Theaterwissenschaften am St Mary’s University College in Twickenham und der University of Sheffield. Er begann seine Laufbahn als Theaterautor und ist seit 2001 als Autor für das britische Fernsehen tätig. Im Januar 2016 wurde bekanntgegeben, dass Chibnall Nachfolger von Steven Moffat als Showrunner der BBC-Serie Doctor Who werden soll. Chibnall war damit auch verantwortlich für das Casting eines geeigneten Darstellers für die dreizehnte Reinkarnation des Doktors in Nachfolge von Peter Capaldi. Seine Wahl fiel auf Jodie Whittaker, mit der er schon für Broadchurch zusammengearbeitet hatte. Whittaker ist seit dem Beginn der Kultserie im Jahr 1963 die erste Frau in der Hauptrolle des letzten Timelords.

## Filmografie (Auswahl)
- 2006–2007: Life on Mars – Gefangen in den 70ern (Life on Mars, Fernsehserie, 2 Folgen)
- 2006–2008: Torchwood (Fernsehserie, 8 Folgen)
- 2007–2012, 2018–2022: Doctor Who (Fernsehserie, Autor, 2018–2022 auch Showrunner)
- 2009–2010: Law & Order: UK (Fernsehserie, 6 Folgen, Autor & Showrunner)
- 2011: United (Fernsehfilm)
- 2013–2017: Broadchurch (Fernsehserie, 24 Folgen, Autor & Showrunner)
- 2013: Der große Eisenbahnraub 1963 (The Great Train Robbery, Fernsehfilm)
- 2014: Gracepoint (Fernsehserie, Folge 1x01)

## Auszeichnungen (Auszug)
BAFTA Awards:
- 2014: Gewonnen als Beste Dramaserie für Broadchurch
- 2014: Nominierung als Beste Miniserie für Der große Eisenbahnraub